# Onomastica giapponese
Nell'onomastica giapponese i nomi propri (日本人の氏名?, nihonjin no shimei) sono composti da un cognome seguito da un nome proprio di persona. Tuttavia è solo nel 1898, in seguito al rinnovamento Meiji, che tutti i giapponesi sono stati obbligati a dotarsi di cognome; prima il cognome era una caratteristica delle persone di alto rango, mentre la gente comune di solito aveva solo un nome.
Inoltre, quando si riporta un nome giapponese nell'alfabeto latino, dal periodo Meiji è convenzione usare l'ordine nome-cognome tipico dell'Occidente; è una pratica tuttora diffusa nei testi in lingue occidentali, ma l'ordine nativo cognome-nome può essere usato per personaggi storici.
I nomi giapponesi sono generalmente scritti in kanji, sebbene l'hiragana sia spesso utilizzato per i prenomi femminili. I cognomi più diffusi sono Satō, Suzuki e Takahashi.